# Arroyo de Fierro
Arroyo de Fierro är en ort i Mexiko.   Den ligger i kommunen Martínez de la Torre och delstaten Veracruz, i den sydöstra delen av landet, 230 km öster om huvudstaden Mexico City. Arroyo de Fierro ligger 189 meter över havet och antalet invånare är 350.
Terrängen runt Arroyo de Fierro är kuperad åt sydost, men åt nordväst är den platt. Terrängen runt Arroyo de Fierro sluttar norrut. Runt Arroyo de Fierro är det ganska tätbefolkat, med 96 invånare per kvadratkilometer. Närmaste större samhälle är Martínez de la Torre, 11,2 km nordväst om Arroyo de Fierro. Omgivningarna runt Arroyo de Fierro är en mosaik av jordbruksmark och naturlig växtlighet.